# Pafuera telarañas
Pafuera telarañas è l'album di debutto della cantante spagnola Bebe. È stato pubblicato in patria nel 2004 ma ha raggiunto la notorietà mondiale solo due anni dopo, grazie al trascinante successo del singolo Malo.

## Tracce
1. Men señara – 3:37
2. Ella – 3:35
3. Con mis manos – 2:56
4. Siempre me quedara – 3:27
5. Malo – 3:37
6. Ska en la Tierra – 3:42
7. El golpe – 3:21
8. Revolvio – 3:45
9. Como los olivos – 3:56
10. Cuidandote – 3:50
11. Siete horas – 3:25
12. Tu silencio – 3:49
13. Razones – 2:44
14. Corre – 3:40
15. Que nadie me levante la voz – 2:39

## Classifiche
| Classifica                   | Posizione massima |
| ---------------------------- | ----------------- |
| Argentina                    | 5                 |
| Francia                      | 33                |
| Grecia                       | 22                |
| Italia                       | 7                 |
| Spagna                       | 9                 |
| Stati Uniti Latin Pop Albums | 8                 |